# Intrigue à la Renaissance
Intrigue à la Renaissance est un jeu vidéo d'aventure développé et édité par Coktel Vision, sorti en 1990 sur Amiga et Atari ST. 